# Saurauia sterrolepida
Saurauia sterrolepida är en tvåhjärtbladig växtart som beskrevs av Friedrich Ludwig Diels. Saurauia sterrolepida ingår i släktet Saurauia och familjen Actinidiaceae. Inga underarter finns listade i Catalogue of Life.